# Masquerade Ridge
Masquerade Ridge (englisch für Maskeradengrat) ist ein 8 km Gebirgskamm in der antarktischen Ross Dependency. Er ragt 26 km nördlich des Clarkson Peak an der Ostflanke des Robb-Gletschers auf.
Die US-amerikanischen Geologen John Frederick Splettstoesser (1933–2016) und John D. Gunner sammelten hier im Dezember 1969 Gesteine. Seinen durch Gunner vorgeschlagenen Namen verdankt der Gebirgskamm dem Umstand, dass er auf der Titelseite des US-Magazins Saturday Review vom 7. Februar 1970 abgebildet ist, dort aber fälschlich als Coalsack Bluff ausgeschrieben wird.